# Хетеросфера
Хетеросфера (грч. heteros — други и грч. sphaira — лопта) је слој Земљине атмосфере који се простире изнад висине од 90-100 километара изнад Земље. Одликује га углавном разређен ваздуха, који се овде врло често мења као последица фотодисоцијације молекула. Од хомоосфере одваја је турбопауза.